# Pallavolo ai Giochi della Lusofonia - Torneo maschile
Il torneo maschile di pallavolo ai Giochi della Lusofonia si svolge con una cadenza di ogni quattro anni durante i Giochi della Lusofonia. Introdotto nei giochi fino dalla prima edizione, nel 2006, partecipano squadre nazionali di lingua portoghese o di quei paesi che ospitano numerose comunità portoghesi al loro interno.

## Edizioni
| Edizione      | Edizione      |  | Podio      | Podio     | Podio      |
| Anno          | Organizzatore |  | Campione   | Seconda   | Terza      |
| ------------- | ------------- |  | ---------- | --------- | ---------- |
| 2006 Dettagli | Macao         |  | Portogallo | Macao     | India      |
| 2009 Dettagli | Lisbona       |  | Portogallo | Macao     | Capo Verde |
| 2013 Dettagli | Goa           |  | India      | Mozambico | Macao      |
| 2017 Dettagli | Fortaleza     |  | -          | -         | -          |

## Medagliere
| Pos. | Squadra    | 1º posto | 2º posto | 3º posto | Totale |
| ---- | ---------- | -------- | -------- | -------- | ------ |
| 1    | Portogallo | 2        | -        | -        | 2      |
| 1    | India      | 1        | -        | 1        | 2      |
| 2    | Macao      | -        | 2        | 1        | 3      |
| 3    | Mozambico  | -        | 1        | -        | 1      |
| 4    | Capo Verde | -        | -        | 1        | 1      |